# Lista przewodniczących duńskiego parlamentu

## Chronologiczna lista przewodniczących
- tymczasowo

| #                                     | Imię i Nazwisko                          | Portret | Kadencja            | Kadencja             | Partia polityczna | Partia polityczna              |
| #                                     | Imię i Nazwisko                          | Portret | Od                  | Do                   | Partia polityczna | Partia polityczna              |
| ------------------------------------- | ---------------------------------------- | ------- | ------------------- | -------------------- | ----------------- | ------------------------------ |
| Przewodniczący Landstingu (1849-1953) |                                          |         |                     |                      |                   |                                |
| 1                                     | Peter Daniel Bruun (1796–1864)           |         | 30 stycznia 1850    | 3 października 1862  |                   | Partia Narodowo-Liberalna      |
| 2                                     | Mads Pagh Bruun (1809–1884)              |         | 4 października 1862 | 23 czerwca 1866      |                   | Partia Narodowo-Liberalna      |
| 3                                     | Andreas Frederik Krieger (1817–1893)     |         | 9 lipca 1866        | 11 listopada 1866    |                   | Partia Narodowo-Liberalna      |
| (2)                                   | Mads Pagh Bruun (1809–1884)              |         | 12 listopada 1866   | 4 października 1869  |                   | Partia Narodowo-Liberalna      |
| 4                                     | Carl Christian Vilhelm Liebe (1820–1900) |         | 5 października 1869 | 30 września 1894     |                   | Højre                          |
| 5                                     | Henning Matzen (1840–1910)               |         | 1 października 1894 | 5 października 1902  |                   | Højre                          |
| 6                                     | Hans Nicolai Hansen (1835–1910)          |         | 6 października 1902 | 6 października 1907  |                   | Wolni konserwatyści            |
| 7                                     | Hans Christian Steffensen (1837–1912)    |         | 7 października 1907 | 3 października 1909  |                   | Wolni konserwatyści            |
| 8                                     | Christian Sonne (1859–1941)              |         | 4 października 1909 | 2 października 1910  |                   | Wolni konserwatyści            |
| 9                                     | Carl Goos (1835–1917)                    |         | 3 października 1910 | 20 lipca 1914        |                   | Højre                          |
| 10                                    | Anders Thomsen (1842–1920)               |         | 21 lipca 1914       | 12 lipca 1920        |                   | Venstre                        |
| 11                                    | Frits Bülow (1872–1955)                  |         | 19 sierpnia 1920    | 2 października 1922  |                   | Venstre                        |
| 12                                    | Ole Hansen (1855–1928)                   |         | 3 października 1922 | 26 czerwca 1928      |                   | Venstre                        |
| 13                                    | Jørgen Jensen-Klejs (1863–1947)          |         | 3 października 1928 | 6 października 1936  |                   | Venstre                        |
| 14                                    | Carl Theodor Zahle (1866–1946)           |         | 7 października 1936 | 2 października 1939  |                   | Det Radikale Venstre           |
| 15                                    | Carl Frederik Sørensen (1870–1943)       |         | 3 października 1939 | 30 września 1940     |                   | Socialdemokraterne             |
| 16                                    | Charles Petersen (1877–1971)             |         | 1 października 1940 | 31 grudnia 1947      |                   | Socialdemokraterne             |
| 17                                    | Karl Kristian Steincke (1880–1962)       |         | 7 stycznia 1948     | 15 marca 1950        |                   | Socialdemokraterne             |
| 18                                    | Ingeborg Hansen (1886–1954)              |         | 16 marca 1950       | 24 kwietnia 1951     |                   | Socialdemokraterne             |
| (17)                                  | Karl Kristian Steincke (1880–1962)       |         | 25 kwietnia 1951    | 6 października 1952  |                   | Socialdemokraterne             |
| (18)                                  | Ingeborg Hansen (1886–1954)              |         | 7 października 1952 | 21 września 1953     |                   | Socialdemokraterne             |
| Przewodniczący Folketingetu (1849-)   |                                          |         |                     |                      |                   |                                |
| 1                                     | Carl Christoffer Georg Andræ (1812–1893) |         | 30 stycznia 1850    | 3 sierpnia 1852      |                   | Partia Narodowo-Liberalna      |
| 2                                     | Johan Nicolai Madvig (1804–1886)         |         | 4 października 1852 | 12 czerwca 1853      |                   | Partia Narodowo-Liberalna      |
| 3                                     | Carl Edvard Rotwitt (1812–1860)          |         | 13 czerwca 1853     | 2 grudnia 1859       |                   | Towarzystwo Przyjaciół Chłopów |
| 4                                     | Laurids Nørgaard Bregendahl (1811–1872)  |         | 3 grudnia 1859      | 2 grudnia 1870       |                   | Partia Narodowo-Liberalna      |
| 5                                     | Christopher Krabbe (1833–1913)           |         | 3 grudnia 1870      | 30 września 1883     |                   | Venstre                        |
| 6                                     | Christen Berg (1829–1891)                |         | 1 października 1883 | 2 października 1887  |                   | Venstre                        |
| 7                                     | Sofus Høgsbro (1822–1902)                |         | 3 października 1887 | 16 grudnia 1894      |                   | Venstre                        |
| 8                                     | Rasmus Claussen (1835–1905)              |         | 17 grudnia 1894     | 16 kwietnia 1895     |                   | Venstre                        |
| (7)                                   | Sofus Høgsbro (1822–1902)                |         | 17 kwietnia 1895    | 4 października 1901  |                   | Venstre                        |
| 9                                     | Herman Trier (1845–1925)                 |         | 5 października 1901 | 30 stycznia 1905     |                   | Venstre                        |
| 10                                    | Anders Thomsen (1842–1920)               |         | 31 stycznia 1905    | 14 marca 1912        |                   | Venstre                        |
| 11                                    | Jens Christian Christensen (1856–1930)   |         | 15 marca 1912       | 13 czerwca 1913      |                   | Venstre                        |
| 12                                    | Niels Pedersen-Nyskov (1850–1922)        |         | 14 czerwca 1913     | 29 marca 1922        |                   | Venstre                        |
| 13                                    | Jørgen Jensen-Klejs (1863–1947)          |         | 7 kwietnia 1922     | 10 kwietnia 1924     |                   | Venstre                        |
| 14                                    | Hans Peter Hansen (1872–1953)            |         | 30 kwietnia 1924    | 24 listopada 1932    |                   | Socialdemokraterne             |
| 15                                    | Gerhard Nielsen (1871–1933)              |         | 30 listopada 1932   | 1 maja 1933          |                   | Socialdemokraterne             |
| 16                                    | Hans Rasmussen (1873–1949)               |         | 9 maja 1933         | 30 października 1945 |                   | Socialdemokraterne             |
| 17                                    | Julius Bomholt (1896–1969)               |         | 22 listopada 1945   | 22 lutego 1950       |                   | Socialdemokraterne             |
| 18                                    | Gustav Pedersen (1893–1975)              |         | 23 lutego 1950      | 22 września 1964     |                   | Socialdemokraterne             |
| (17)                                  | Julius Bomholt (1896–1969)               |         | 6 października 1964 | 22 stycznia 1968     |                   | Socialdemokraterne             |
| 19                                    | Karl Skytte (1908–1986)                  |         | 6 lutego 1968       | 30 września 1978     |                   | Det Radikale Venstre           |
| 20                                    | Knud Børge Andersen (1914–1984)          |         | 3 października 1978 | 8 grudnia 1981       |                   | Socialdemokraterne             |
| 21                                    | Svend Jakobsen (ur. 1935)                |         | 22 grudnia 1981     | 10 stycznia 1989     |                   | Socialdemokraterne             |
| 22                                    | Erik Ninn-Hansen (1922–2014)             |         | 10 stycznia 1989    | 3 października 1989  |                   | Konserwatywna Partia Ludowa    |
| 23                                    | H.P. Clausen (1928–1998)                 |         | 3 października 1989 | 15 stycznia 1993     |                   | Konserwatywna Partia Ludowa    |
| 24                                    | Henning Rasmussen (1926–1997)            |         | 27 stycznia 1993    | 5 października 1994  |                   | Socialdemokraterne             |
| 25                                    | Erling Olsen (1927–2011)                 |         | 5 października 1994 | 11 marca 1998        |                   | Socialdemokraterne             |
| 26                                    | Ivar Hansen (1938–2003)                  |         | 26 marca 1998       | 11 marca 2003        |                   | Venstre                        |
| –                                     | Svend Auken (1943–2009)                  |         | 11 marca 2003       | 18 marca 2003        |                   | Socialdemokraterne             |
| 27                                    | Christian Mejdahl (ur. 1939)             |         | 18 marca 2003       | 13 listopada 2007    |                   | Venstre                        |
| 28                                    | Thor Pedersen (ur. 1945)                 |         | 28 listopada 2007   | 4 października 2011  |                   | Venstre                        |
| 29                                    | Mogens Lykketoft (ur. 1946)              |         | 4 października 2011 | 3 lipca 2015         |                   | Socialdemokraterne             |
| 30                                    | Pia Kjærsgaard (ur. 1947)                |         | 3 lipca 2015        | 21 czerwca 2019      |                   | Duńska Partia Ludowa           |
| 31                                    | Henrik Dam Kristensen (ur. 1957)         |         | 21 czerwca 2019     | nadal                |                   | Socialdemokraterne             |